# Lagny-sur-Marne
Pour les articles homonymes, voir Lagny (homonymie).
Lagny-sur-Marne est une commune française située dans le département de Seine-et-Marne en région Île-de-France et faisant partie de l'agglomération parisienne.

## Géographie

### Localisation
Lagny est située à environ 28 km à l'est de Paris.

### Communes limitrophes
| Pomponne                  | Thorigny-sur-Marne              | Dampmart           |
| Saint-Thibault-des-Vignes | Lagny-sur-Marne                 | Montévrain         |
|                           | Gouvernes, Conches-sur-Gondoire | Chanteloup-en-Brie |

### Géologie et relief
Lagny-sur-Marne s'étend entre la vallée de la Marne et le début du plateau de la Brie. La Marne constitue la limite nord de la commune. La commune est disposée sur le flanc d'une colline, comme souvent en bord de Marne.
La commune est classée en zone de sismicité 1, correspondant à une sismicité très faible.

### Hydrographie
Le système hydrographique de Lagny-sur-Marne se compose de trois cours d'eau référencés :
- la Marne au nord, longue de 514,26 km[2], principal affluent de la Seine ;
  - le ru Bicheret, long de 5,34 km[3] et ;
  - le ru du Bouillon (ou ru d'armoin), long de 5,59 km[4], affluents de la Marne.

La longueur linéaire globale des cours d'eau sur la commune est de 6,23 km.
La Marne y est franchie par le pont Joffre et le pont Maunoury.

### Climat
Pour des articles plus généraux, voir Climat de l'Île-de-France et Climat de Seine-et-Marne.
En 2010, le climat de la commune est de type climat océanique dégradé des plaines du Centre et du Nord, selon une étude du CNRS s'appuyant sur une série de données couvrant la période 1971-2000. En 2020, Météo-France publie une typologie des climats de la France métropolitaine dans laquelle la commune est exposée à un climat océanique altéré et est dans une zone de transition entre les régions climatiques « Sud-ouest du bassin Parisien » et « Nord-est du bassin Parisien ».
Pour la période 1971-2000, la température annuelle moyenne est de 11,6 °C, avec une amplitude thermique annuelle de 15 °C. Le cumul annuel moyen de précipitations est de 705 mm, avec 10,7 jours de précipitations en janvier et 7,8 jours en juillet. Pour la période 1991-2020, la température moyenne annuelle observée sur la station météorologique la plus proche, située sur la commune de Torcy à 5 km à vol d'oiseau, est de 12,1 °C et le cumul annuel moyen de précipitations est de 716,4 mm,. Pour l'avenir, les paramètres climatiques de la commune estimés pour 2050 selon différents scénarios d'émission de gaz à effet de serre sont consultables sur un site dédié publié par Météo-France en novembre 2022.
| Mois                                  | jan.            | fév.           | mars          | avril         | mai            | juin          | jui.           | août           | sep.          | oct.            | nov.            | déc.            | année      |
| ------------------------------------- | --------------- | -------------- | ------------- | ------------- | -------------- | ------------- | -------------- | -------------- | ------------- | --------------- | --------------- | --------------- | ---------- |
| Température minimale moyenne (°C)     | 2,2             | 2,3            | 4             | 6,1           | 9,6            | 12,7          | 14,6           | 14,2           | 11,2          | 8,8             | 5,1             | 2,9             | 7,8        |
| Température moyenne (°C)              | 4,8             | 5,6            | 8,3           | 11,2          | 14,6           | 18            | 20,1           | 19,8           | 16,3          | 12,8            | 8,1             | 5,5             | 12,1       |
| Température maximale moyenne (°C)     | 7,4             | 8,9            | 12,6          | 16,2          | 19,7           | 23,2          | 25,6           | 25,5           | 21,5          | 16,8            | 11,1            | 8               | 16,4       |
| Record de froid (°C) date du record   | −12,6 07.01.09  | −11,4 07.02.12 | −8,6 01.03.05 | −3,3 06.04.21 | 0,4 07.05.1997 | 2,8 04.06.01  | 6,6 13.07.1993 | 5,8 28.08.1998 | 2 30.09.18    | −3,4 30.10.1997 | −9,7 24.11.1998 | −9,6 29.12.1996 | −12,6 2009 |
| Record de chaleur (°C) date du record | 17,3 05.01.1999 | 20,9 27.02.19  | 26,2 31.03.21 | 28,8 20.04.18 | 31,6 27.05.05  | 36,6 27.06.11 | 42,1 25.07.19  | 39,7 11.08.03  | 35,7 08.09.23 | 28,7 02.10.11   | 21,9 07.11.15   | 17,8 07.12.00   | 42,1 2019  |
| Précipitations (mm)                   | 57,2            | 53,2           | 52,5          | 50            | 71,3           | 57,6          | 60,5           | 66,1           | 53,3          | 60,5            | 59,5            | 74,7            | 716,4      |

## Urbanisme

### Typologie
Au 1er janvier 2024, Lagny-sur-Marne est catégorisée grand centre urbain, selon la nouvelle grille communale de densité à sept niveaux définie par l'Insee en 2022.
Elle appartient à l'unité urbaine de Paris, une agglomération inter-départementale regroupant 407  communes, dont elle est une commune de la banlieue,,. Par ailleurs la commune fait partie de l'aire d'attraction de Paris, dont elle est une commune du pôle principal,. Cette aire regroupe 1 929 communes,.

### Occupation des sols
En 2018, le territoire de la commune se répartit en 71,6 % de zones urbanisées, 13,4 % de zones industrielles commercialisées et réseaux de communication, 5,8 % de forêts, 4,6 % de terres arables, 4,4 % d’espaces verts artificialisés non agricoles et < 0,5 % de zones agricoles hétérogènes.

### Lieux-dits, hameaux et écarts
La commune compte 21 lieux-dits administratifs répertoriés consultables ici.

### Habitat et logement
En 2018, le nombre total de logements dans la commune était de 10 158, alors qu'il était de 9 612 en 2013 et de 9 282 en 2008.
Parmi ces logements, 91,9 % étaient des résidences principales, 1,3 % des résidences secondaires et 6,8 % des logements vacants. Ces logements étaient pour 36 % d'entre eux des maisons individuelles et pour 61,8 % des appartements.
La ville ne respecte pas les obligations qui lui sont faites par la Loi SRU de 2000 de disposer d'au moins de 25 % de logements sociaux,. Au sens du recensement, la commune comptait en 2008 1 601 logements sociaux en 2008 (18,5 % du parc des résidences principales), nombre relativement stable en 2018, puisqu'il s'élevait alors à 1 687, mais le pourcentage a baissé à 18,1 % en raison de l'effort de construction mené dans la commune sur la période.
Le tableau ci-dessous présente la typologie des logements à Lagny-sur-Marne en 2018 en comparaison avec celle de Seine-et-Marne et de la France entière. Une caractéristique marquante du parc de logements est ainsi une proportion de résidences secondaires et logements occasionnels (1,3 %) inférieure à celle du département (2,9 %) mais supérieure à celle de la France entière (9,7 %). Concernant le statut d'occupation de ces logements, 53,3 % des habitants de la commune sont propriétaires de leur logement (56,7 % en 2013), contre 61,8 % pour la Seine-et-Marne et 57,5 pour la France entière.
| Typologie                                               | Lagny-sur-Marne | Seine-et-Marne | France entière |
| ------------------------------------------------------- | --------------- | -------------- | -------------- |
| Résidences principales (en %)                           | 91,9            | 90,3           | 82,1           |
| Résidences secondaires et logements occasionnels (en %) | 1,3             | 2,9            | 9,7            |
| Logements vacants (en %)                                | 6,8             | 6,8            | 8,2            |

La part des ménages fiscaux propriétaires de leur résidence principale s’élevait en 2016 à 54,8 % contre 43,5 % de locataires, dont 18,1 % de logements HLM loués vides (logements sociaux) et 1,7 % logés gratuitement.

### Voies de communication et transports

#### Voies de communication
La commune est desservie à l'ouest par la francilienne A104 et à l'est par l'ex-RN 34 (actuelle RD 934) et la RD 231.
Créée à partir de 1970, en trois étapes, et afin de délester le centre-ville d’une circulation automobile de plus en plus dense, une voie rapide à 2x2 voies, relie à travers les quartiers sud de la ville, la Francilienne à l'ouest aux RD 934 et RD 231 à l'est. Le revêtement de la chaussée a été refait en 2019 pour atténuer (avec succès) les bruits provenant des voitures.

#### Transports
La commune est desservie par :
- la gare de Lagny - Thorigny située sur les communes de Thorigny-sur-Marne et Pomponne. Elle est desservie par les trains de la ligne P du Transilien (ligne Paris-Meaux) via Chelles du réseau Transilien Paris-Est ;
- le réseau de bus de Marne-la-Vallée.

## Toponymie
- Lagny (1793, 1801), Lagny-sur-Marne (1971).

## Histoire

### Moyen Âge

#### Haut Moyen Âge, fondation de l'abbaye
Une riche veuve nommée Ermentrude décrit dans son testament daté des années 570 (d'après la datation proposée par Josiane Barbier) ses biens entre Paris et Meaux, et particulièrement la villa de Lagny-sur-Marne. Elle fait don de l'ensemble à la basilique Saint-Symphorien de Paris où est enterré son propre fils Deorovaldus. Le document original (ou une copie contemporaine sur papyrus) est toujours conservé.
Recevant d'Erchinoald une partie du territoire, Fursy de Péronne, moine irlandais, bâtit en bord de Marne, sur la villa Latiniacum de Clovis II et Bathilde, au VIIe siècle, un monastère, l'abbaye Saint-Pierre, à partir de laquelle se forment la bourgade puis la ville actuelle de Lagny.
Ravagée par les Vikings au IXe siècle, l'abbaye Saint-Pierre est au Xe siècle un amas de ruines.

#### Moyen Âge central, Lagny ville champenoise
L'abbaye est relevée de 990 à 1018 par le comte de Meaux et Troyes Herbert IV de Vermandois dit le Jeune et son fils Étienne Ier. En 1019, le nouveau monastère, d'obédience royale, est consacré en présence de Robert II de France et la seigneurie de Laigny (dénomination populaire de la bourgade) est rétablie.
Vers 1023, la seigneurie monastique de Laigny tombe dans l'escarcelle d'Eudes II de Blois dit Le Champenois et passe par la suite à ses descendants Thibaut III de Blois, Thibaut IV de Blois dit Le Grand, Henri Ier de Champagne dit Le Libéral, Thibaut IV de Champagne dit Le Chansonnier, tous comtes de Champagne, pour ne parler que des principaux.
En 1142, Yves, légat du Saint-Siège, y tint un concile. Des épidémies du « mal des Ardents » sont répertoriées au XIIe siècle : ce mal, l'ergotisme, provenait de l'ergot du seigle, un champignon qui provoquait la mort et avait décimé toute la population, comme devait le faire plus tard la peste noire.

#### La foire des Saints Innocents
L'abbaye, désormais sous obédience champenoise sur à peu près deux siècles et demi, crée et anime dès le XIe siècle la Foire des Saints Innocents. C'est l'une des six plus célèbres foires de Champagne des XIIe et XIIIe siècles, avec les deux de Provins, les deux de Troyes et celle de Bar-sur-Aube, L'abbaye restylise au XIIIe son abbatiale, développe la cité, l'entoure de remparts et l'embellit par le commerce.
Dans la ville, frappée par deux incendies à l'époque médiévale, il subsiste de nos jours trois structures issues de l'abbaye : l'entrée fortifiée de celle-ci sur la place de la Fontaine, l'église Saint-Pierre et Notre-Dame-des-Ardents, chœur de l'abbatiale inachevée surgie à l'époque exceptionnelle du XIIIe siècle et l'hôtel de ville, la restauration de l'abbatiale du XVIIIe siècle étant concomitante à celle de la résidence des abbés à La Grange-au-Bois. Cette appellation moderne de Notre-Dame-des-Ardents lui a été décernée officiellement en 1950 pour célébrer la prière à la Vierge Marie (« Notre-Dame-des-Aydans ») de la population médiévale latignacienne qui aurait fait cesser les deux épidémies du mal des Ardents qui décimèrent la ville au cours des XIe et XIIe siècles.
Incidemment, en ce XIIe siècle, un grand tournoi de chevalerie se déroula dans la plaine de la Marne, à l'ouest des remparts, auquel Guillaume le Maréchal participa, ainsi qu'Henri le Jeune, fils héritier du roi d'Angleterre Henri II.
Ce siècle, par ailleurs, voit le long règne sur la Brie et la Champagne du comte Thibaut-le-Grand (Thibaut IV de Blois ou II de Champagne) qui, en 1152, choisit l'abbatiale de Lagny pour lieu de sa sépulture, comme l'avait fait Herbert le Jeune, le comte restaurateur de l'abbaye ruinée par les Vikings. Le XIIIe siècle, qui suit, verra l'apogée de l'action de l'abbaye Saint-Pierre à « Laigni ».
Philippe Auguste interdit aux comtes de Champagne d'entourer de murs la ville de Lagny, qui, en 1361, est réunie au domaine royal.

#### Bas Moyen Âge, Jeanne d'Arc à Lagny
En 1415, Jean de Bourgogne y loge en attendant que Charles VI lui accorde une entrevue qui lui est refusée. Il s'en venge en pillant Lagny.
Après le siège de Paris de septembre 1429, les notables donnent la ville à Charles VII et Jeanne d'Arc. Cette dernière y revient en avril 1430 et y séjourne 2 mois environ durant lesquels à la tête de ses troupes elle attaque les convois anglais.
En mai, elle fait prisonnier, à la bataille de Vaires, le capitaine bourguignon Franquet d'Arras qui est décapité à Lagny.
Les Anglais décident alors de mettre le blocus devant la ville, toutefois, le 18 août 1429, sous la conduite de Jean Foucault, un détachement latignacien parvient jusqu'à la porte Saint-Antoine, et enlève un grand troupeau de bestiaux, vaches et bœufs et s'en retourne par le gué de Saint-Maur. Attaqué par les troupes anglaises, supérieures en nombre, les latignaciens sont faits prisonniers et libérés contre rançon.
Le 18 mars 1430, après s'être emparé de Gournay et du fort de Montjay, Jean de Lancastre duc de Bedford et régent de France, commence avec 1 200 hommes, le premier siège de Lagny. Commandée par Jean Foucault, qui avait été libéré, Geoffroy de Saint-Aubin et Huçon Kennedy, capitaine écossais la ville subit plusieurs assauts qui sont vaillamment repoussés et les Anglais finissent par être obligés de lever le siège.
Le 1er mai 1432, après avoir introduit dans la ville plusieurs traîtres, le maréchal de France Jean de Villiers de seigneur de l'Isle-Adam à la tête de 600 combattants anglo-bourguignons, mit le second siège devant Lagny. Une nouvelle fois le courage des Latignaciens fit la différence et les assaillants furent contraints de regagner Paris à nouveau.
À la suite de cet affront Jean de Lancastre duc de Bedford, accompagné d'un grand nombre de généraux bourguignons, mit les grands moyens pour ce troisième siège : 6 000 combattants et un nombre prodigieux de machines de guerre et vint investir Lagny, défendue par 800 à 1 000 combattants. Après plusieurs combats, le siège fut levé le 20 août.

### Époque moderne
En 1544 les habitants se révoltent ; le maréchal de Lorges prend la ville d'assaut et y laisse commettre toutes sortes d'excès.
L'abbaye bénéficie d'un nouveau remodelage architectural au XVIIIe siècle, sous la commende, puis disparaît définitivement avec ses moines à la Révolution française, ses bâtiments devenant l'hôtel de ville.

### Époque contemporaine
Désaffectés sous la Révolution française, certains bâtiments de l'abbaye sont vendus en 1796. Le XIXe siècle voit la transformation des bâtiments restants en hôpital militaire. L'inscription « Hôpital Militaire » subsiste encore sur le fronton de la porte principale. Depuis 1842, l'ancienne abbaye abrite l'hôtel de ville de Lagny-sur-Marne.
L'entrée fortifiée de l'ancienne abbaye donne aujourd'hui sur la place de la Fontaine. On peut encore y lire une inscription qui date de la Révolution, réalisée en 1793 à l'occasion de la fête de « l'Unité et de l'Indivisibilité de la République » : « Unité Indivisible de la République Liberté Égalité Fraternité ou la Mort ».

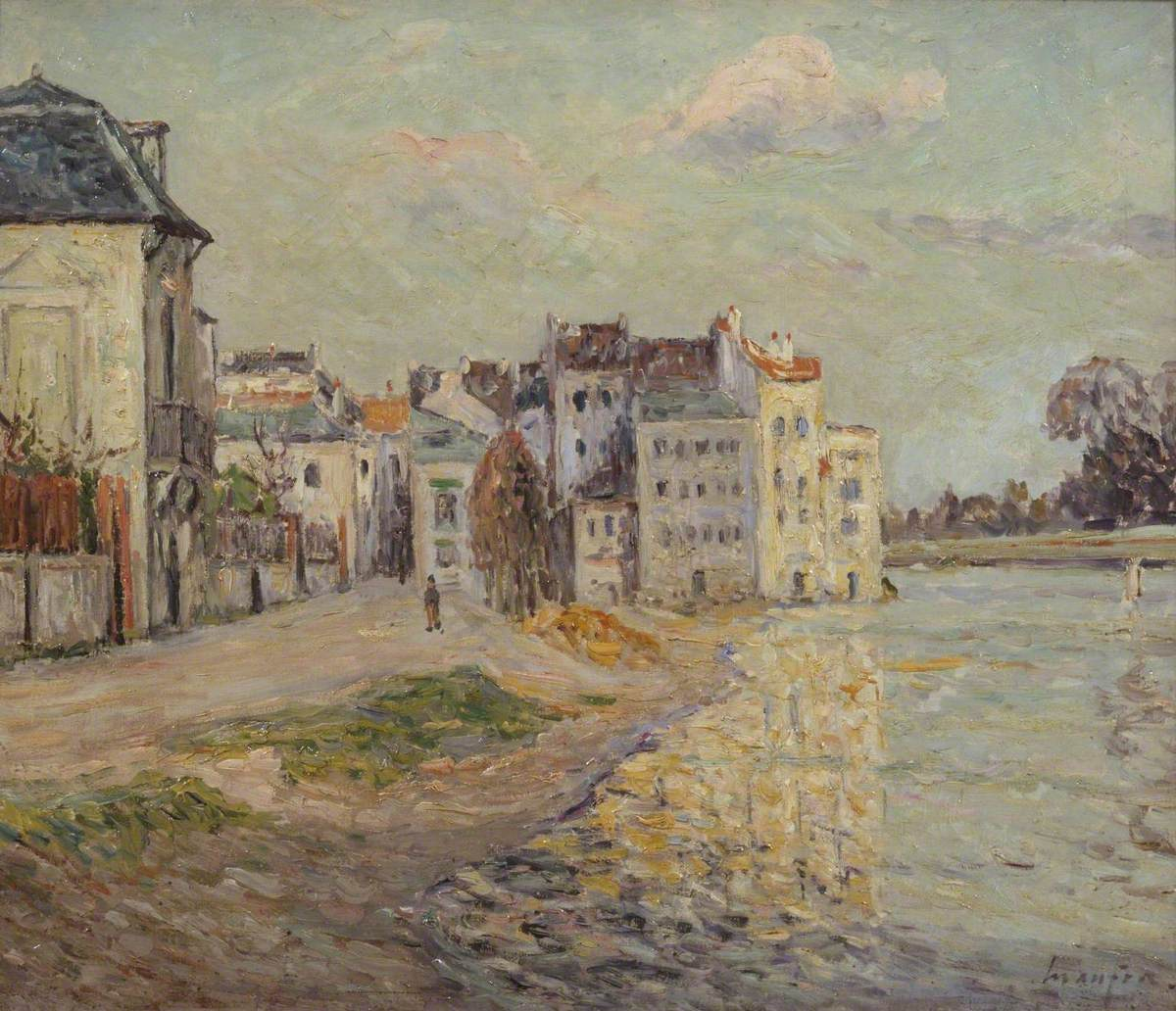
Le Quai de Lagny inondé
Maxime Maufra, 1908
Tate (musées), Londres.

L'hôtel de ville est installé dans les bâtiments de l'abbaye. Dès l'entrée, on arrive dans les galeries du cloître qui entourent le jardin intérieur. Le grand escalier mène au premier étage, vers les salons d'honneur. Les murs de la galerie du premier étage accueillent de nombreuses toiles des peintres de Lagny-sur-Marne et de sa région, dont Alphonse Lint, mort en 1900, rattaché à l'École de Barbizon et aux impressionnistes. Certains tableaux furent achetés par le baron de Rothschild et offerts à la ville de Lagny-sur-Marne.
L'abbaye est reliée à l'abbatiale par une porte qu'utilisaient autrefois les moines pour se rendre aux offices. Un des tableaux de l'abbatiale, certainement la Descente du Saint-Esprit, fut offert par Louis XIV, de passage à Lagny.
Lagny absorbe Saint-Denis-du-Port en 1846.
Le 23 décembre 1933 a lieu la catastrophe ferroviaire de Lagny-Pomponne, faisant plus de deux-cents morts.

### Mystères de l'abbaye Saint-Pierre
L'abbaye renferme deux mystères. 

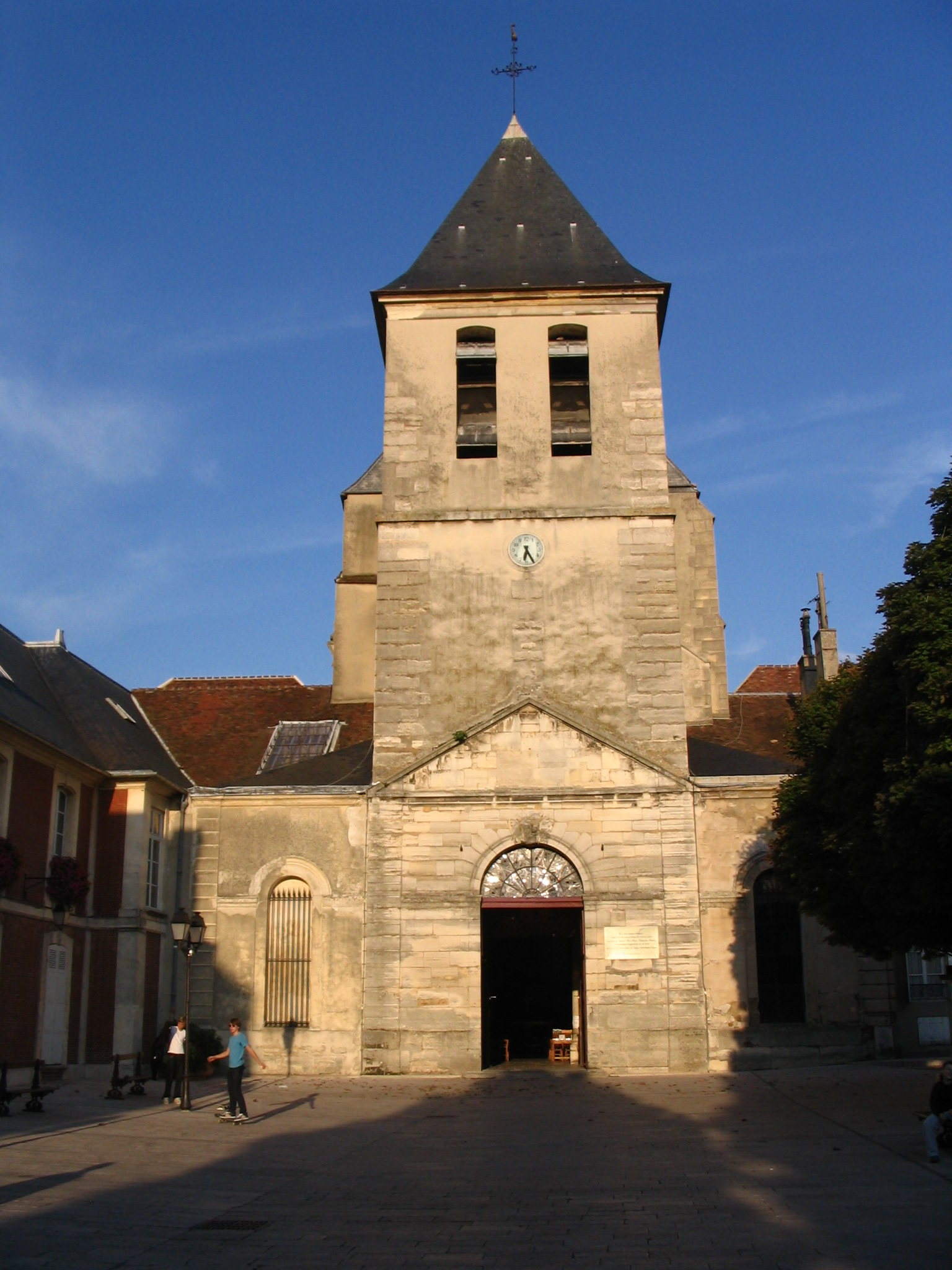
La façade de l'abbatiale Saint-Pierre et N-D des Ardents.

- Le clou de la croix - Le blason de la ville comporte un clou. Il s'agit de la pointe d'un des clous de la croix du Christ, remis par le roi Robert II de France vers 1019 à l'abbaye, lors de l'inauguration de la nouvelle abbatiale renaissant du pillage viking. Cette relique disparaît lors du pillage du monastère par les calvinistes en 1567 ;
- l'épée de Jeanne d'Arc - Jeanne d'Arc est passée deux fois à Lagny-sur-Marne : en septembre 1429 et au printemps 1430, après le sacre de Reims. Lors de ce second passage, qui s'étendit sur un bon mois, la Pucelle accomplit un miracle, dans la chapelle des Ardents de l'abbatiale, sur lequel s'appuieront les autorités catholiques pour sa canonisation : elle ressuscite un enfant mort depuis trois jours, pour lui permettre de recevoir le sacrement du baptême. C'est près de Lagny dans la prairie de Vaires-sur-Marne qu'elle livre alors le dernier combat, victorieux, de sa jeune et fulgurante carrière (1429-1431).

Lorsqu'elle quitte Lagny (vers Pâques 1430), Jeanne d'Arc s'y défait de six épées. L'une d'elles, l'épée de Sainte-Catherine-de-Fierbois, que la tradition présente comme étant celle que portait Charles Martel à la bataille de Poitiers en 732 équipait symboliquement la Pucelle à la demande de ses voix dès le début de sa mission officielle contre l'Anglais : elle l'arbore toujours à Lagny jusqu'à l'instant où elle apprend par ses voix (Michel l'Archange, Catherine d'Alexandrie et Marguerite d'Antioche Vierges Martyres, saints du pays lorrain), sur les fossés de Melun, que son destin va la livrer bientôt à l'Anglais. Atterrée par la nouvelle, qu'elle garde pour elle, la Pucelle, de retour à Lagny, ceint avec ostentation sa plus belle épée, celle de Vaires-sur-Marne, qu'elle a prise au chef de bande vaincu, Franquet d'Arras, et poursuit la route de sa destinée vers Compiègne (mai 1430) où elle va être prise et Rouen (mai 1431) où elle va être jugée et brûlée vive.
L'épée de la Pucelle, celle de Fierbois, jugée désormais inutile et d'ailleurs endommagée, aurait été, dit la légende, laissée à Lagny et remise par Jeanne d'Arc à une autorité de l'abbaye Saint-Pierre qui l'aurait fait enfouir dans un souterrain situé sous l'abbatiale ou murer dans un pilier de la chapelle de la Vierge-des-Ardents : telle serait l'opinion gratuite d'un auteur latignacien, Marcel Pouzol. En fait, nul ne sait ce qu'il est advenu d'elle : la Pucelle, prise par l'Anglais, dira l'avoir laissée à la garde de ses frères eux-mêmes qui l'accompagnaient et s'occupaient de l'intendance (chevaux et équipements de combat) et de l'avoir de leur sœur et, depuis, on n'a plus trace de l'épée de Fierbois, sa vieille compagne de mêlée.

## Politique et administration

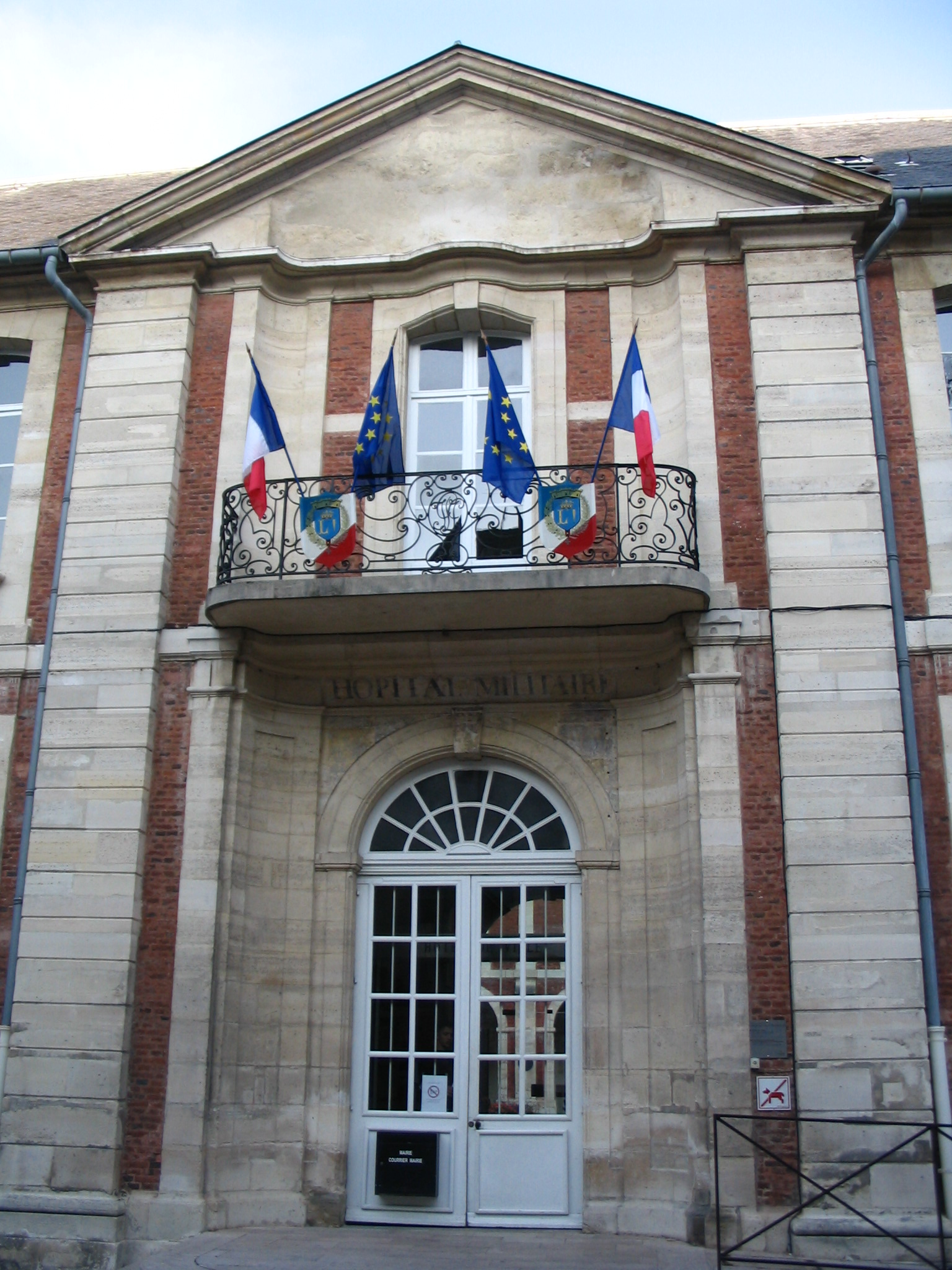
Porte latérale de l'hôtel de ville.

### Rattachements administratifs et électoraux

#### Rattachements administratifs
La commune se trouve depuis 1993 dans l'arrondissement de Torcy du département de Seine-et-Marne.
Elle était depuis 1793 le chef-lieu du canton de Lagny-sur-Marne. Dans le cadre du redécoupage cantonal de 2014 en France, cette circonscription administrative territoriale a disparu, et le canton n'est plus qu'une circonscription électorale.

#### Rattachements électoraux
Pour les élections départementales, la commune est depuis 2014 le bureau centralisateur du canton de Lagny-sur-Marne.
Pour l'élection des députés, elle fait partie de la septième circonscription de Seine-et-Marne.

### Intercommunalité
Lagny est membre de la communauté d'agglomération de Marne et Gondoire, un établissement public de coopération intercommunale (EPCI) à fiscalité propre créé fin 2001 et auquel la commune a transféré un certain nombre de ses compétences, dans les conditions déterminées par le code général des collectivités territoriales.

### Tendances politiques et résultats
Lors du second tour des élections municipales de 2014 en Seine-et-Marne, la liste UMP-UDI menée par Jean-Paul Michel obtient la majorité absolue des suffrages exprimés, avec 3 548 voix (51,78 %, 27 conseillers municipaux élus dont 4 communautaires), devançant de 245 voix celle menée par la maire sortante Sylvie Bonnin qui a recueilli 3 303 voix (48,21 %, 8 conseillers municipaux élus dont 1 communautaire).
Lors de ce scrutin, 43,82 % des électeurs se sont abstenus.
Lors du premier tour des élections municipales de 2020 en Seine-et-Marne, la liste DVC (LaREM, LR, MoDem) menée par le maire sortant Jean-Paul Michel obtient la majorité absolue des suffrages exprimés, avec 2 433 voix (54,41 %, 28 conseillers municipaux élus dont 9 communautaires), devançant très largement les listes menées respectivement par : 

- Michaël Lopez (ECO , 1 205 voix, 26,95 %, 4 conseillers municipaux élus dont 1 communautaire) ; 

- Patrick Roullé (UG -FI, 833 voix, 18,63 %, 3 conseillers municipaux dont 1 communautaire).

Lors de ce scrutin marqué par la pandémie de Covid-19 en France, 63,97 % des électeurs se sont abstenus.

### Politique de développement durable
La ville a engagé une politique de développement durable en lançant une démarche d'Agenda 21.

### Jumelages
| Ville | Ville                   | Pays | Pays        | Période                   |
| ----- | ----------------------- | ---- | ----------- | ------------------------- |
|       | Alnwick                 |      | Royaume-Uni | depuis le 30 mai 1971     |
|       | Haslach im Kinzigtal    |      | Allemagne   | depuis le 5 mai 1969      |
|       | Mira                    |      | Portugal    | depuis le 20 octobre 2001 |
|       | Sainte-Agathe-des-Monts |      | Canada      | depuis le 19 août 1970    |

## Équipements et services publics

### Enseignement
- Lycée public général et technologique Van-Dongen.
- Collèges des Quatre Arpents, Marcel-Rivière.
- Ensemble scolaire privé catholique Saint-Laurent - La Paix-Notre-Dame.
- École privée catholique Saint-Joseph.
- Écoles maternelles Delambre, Fort-du-Bois, les Heurteaux, Jean-Macé, Leclerc, Orme-Bossu.
- École primaire les Touvents.
- Écoles élémentaires Fort-du-Bois, les Heurteaux, Jean-Macé, Orme Bossu, Leclerc, Paul-Bert, les Touvents.

### Santé
L'ancien hôpital de Lagny-sur-Marne a été regroupé en 2012 avec deux autres établissements, pour former le Grand Hôpital de l'Est Francilien de Marne-la-Vallée, situé à Jossigny.

## Population et société

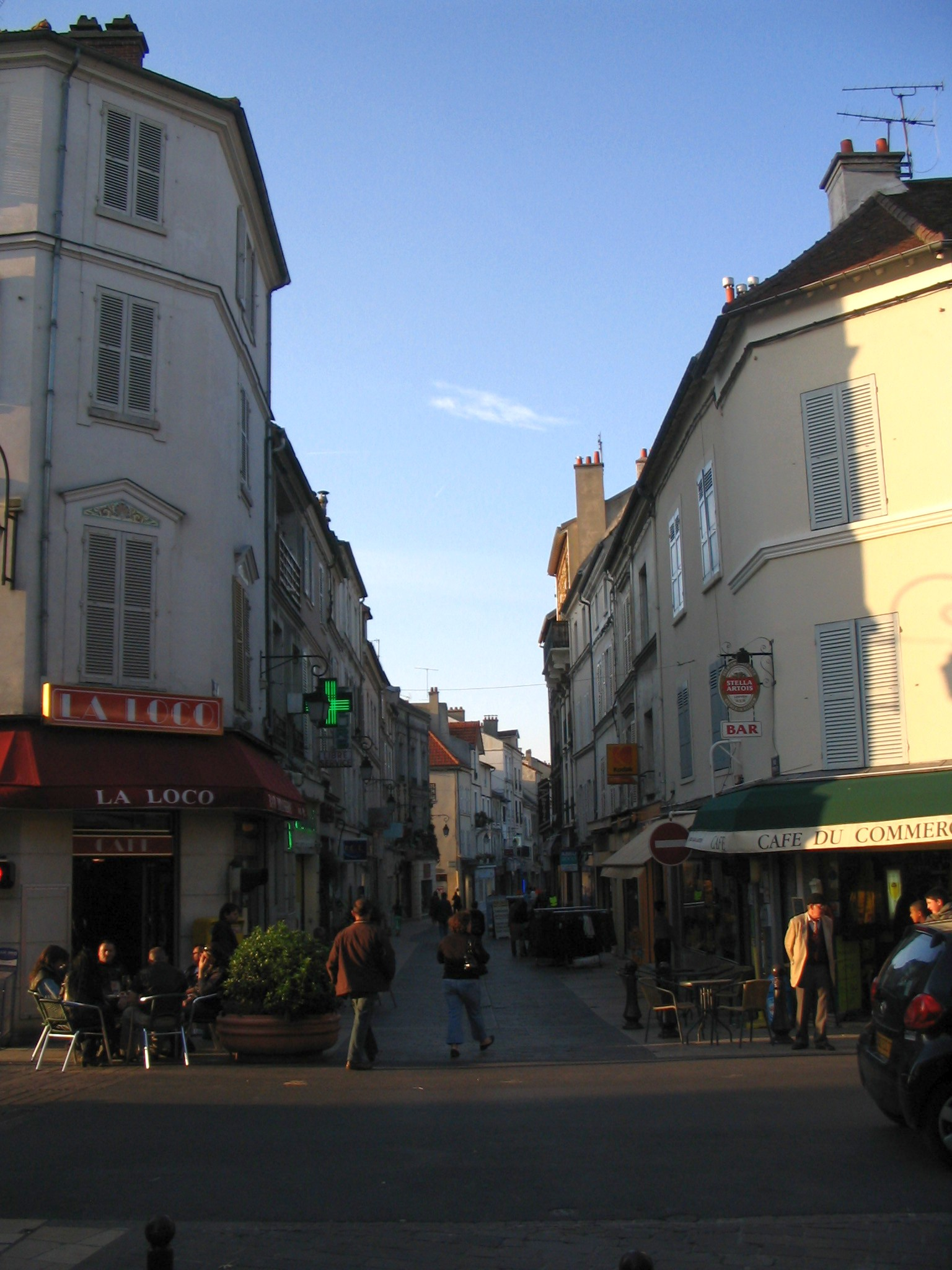
La rue du Chemin-de-Fer, vue depuis la rue des Marchés.

### Démographie
Lagny-sur-Marne a plus que décuplé sa population sur deux siècles par une croissance régulière. Compte tenu, de ses limites communales, son potentiel de croissance est désormais limité. La population de Lagny-sur-Marne était de 19 358 au recensement de 1999, 20 086 en 2006 et de 20 401 en 2007. La densité de population est de 3 566,61 habitants par km². Le nombre de logements a été estimé à 9 216 en 2007. Ces logements de Lagny-sur-Marne se composent de 8 648 résidences principales, 120 résidences secondaires ou occasionnelles ainsi que 448 logements vacants.
L'évolution du nombre d'habitants est connue à travers les recensements de la population effectués dans la commune depuis 1793. Pour les communes de plus de 10 000 habitants les recensements ont lieu chaque année à la suite d'une enquête par sondage auprès d'un échantillon d'adresses représentant 8 % de leurs logements, contrairement aux autres communes qui ont un recensement réel tous les cinq ans,.

En 2022, la commune comptait 21 433 habitants, en évolution de +0,79 % par rapport à 2016 (Seine-et-Marne : +3,92 %, France hors Mayotte : +2,11 %).
| 1793  | 1800  | 1806  | 1821  | 1831  | 1836  | 1841  | 1846  | 1851  |
| ----- | ----- | ----- | ----- | ----- | ----- | ----- | ----- | ----- |
| 1 607 | 1 745 | 1 786 | 1 753 | 1 869 | 2 029 | 2 212 | 2 407 | 2 716 |

| 1856  | 1861  | 1866  | 1872  | 1876  | 1881  | 1886  | 1891  | 1896  |
| ----- | ----- | ----- | ----- | ----- | ----- | ----- | ----- | ----- |
| 2 817 | 3 458 | 3 988 | 3 999 | 4 272 | 4 621 | 4 990 | 4 998 | 5 341 |

| 1901  | 1906  | 1911  | 1921  | 1926  | 1931  | 1936  | 1946  | 1954  |
| ----- | ----- | ----- | ----- | ----- | ----- | ----- | ----- | ----- |
| 5 442 | 5 560 | 5 880 | 6 302 | 6 936 | 7 642 | 8 310 | 7 960 | 8 982 |

| 1962   | 1968   | 1975   | 1982   | 1990   | 1999   | 2006   | 2011   | 2016   |
| ------ | ------ | ------ | ------ | ------ | ------ | ------ | ------ | ------ |
| 11 945 | 15 743 | 16 465 | 17 959 | 18 643 | 19 368 | 20 086 | 20 306 | 21 264 |

| 2021   | 2022   | - | - | - | - | - | - | - |
| ------ | ------ | - | - | - | - | - | - | - |
| 21 191 | 21 433 | - | - | - | - | - | - | - |

### Manifestations culturelles et festivités
- Festival « La Beauté sauvera le Monde », mars
- « Carnaval », « Troc et Puces », avril
- « Nuits des Musées », « Fêtes des voisins », mai
- « Fête des Sports », « Fête de la Marne », juin
- « l'Oasis », juillet et août
- « Journée Européenne du Patrimoine », « Foire aux jouets », septembre
- « Semaine bleue », octobre
- « Fééries de Noël », décembre
- « Patinoire », décembre-janvier
- Concours international de piano[45].

### Sports
- Centre aquatique Marne et Gondoire
- Association sportive de Lagny Rugby, l'un des plus anciens clubs de rugby de France, fondé en 1907[46].
- Union sportive Lagny Handball, évolue en championnat de national 2[Quand ?][réf. nécessaire]
- Gymnase Thierry-Rey
- Parc des sports et gymnase des Hauts de Lagny
- COSEC Marcel-Rivière
- Gymnase Leclerc
- Complexe sportif du Champ Tortu
- Tennis couvert
- Base nautique où évolue la société nautique de Lagny dans la spécialité de l'aviron
- Storm de Lagny (équipe de Baseball)

## Économie

### Revenus de la population et fiscalité
Le nombre de ménages fiscaux en 2016 était de 8 968 (dont 65 % imposés) représentant 21 256 personnes et la médiane du revenu disponible par unité de consommation de 22 993 €.

### Emploi
En 2016 , le nombre total d’emploi dans la zone était de 7 205, occupant 9 542 actifs résidents.
Le taux d’activité de la population (actifs ayant un emploi) âgée de 15 à 64 ans s'élevait à 67,8 % contre un taux de chômage de 9,3 %. Les inactifs se répartissent de la façon suivante : 10,1 % d’étudiants et stagiaires non rémunérés, 5,4 % de retraités ou préretraités et 7,5 % pour les autres inactifs.
Lagny-sur-Marne a eu le siège de Titus Interactive.

### Entreprises et commerces
En 2015, le nombre d’établissements actifs était de 2 014 dont 3 dans l’agriculture-sylviculture-pêche, 102 dans l’industrie, 203 dans la construction, 1 400 dans le commerce-transports-services divers et 306 étaient relatifs au secteur administratif.
Ces établissements ont pourvu 6 688 postes salariés.
Le marché de la ville de Lagny a lieu le mercredi le vendredi et le dimanche dans le centre-ville.

## Culture locale et patrimoine

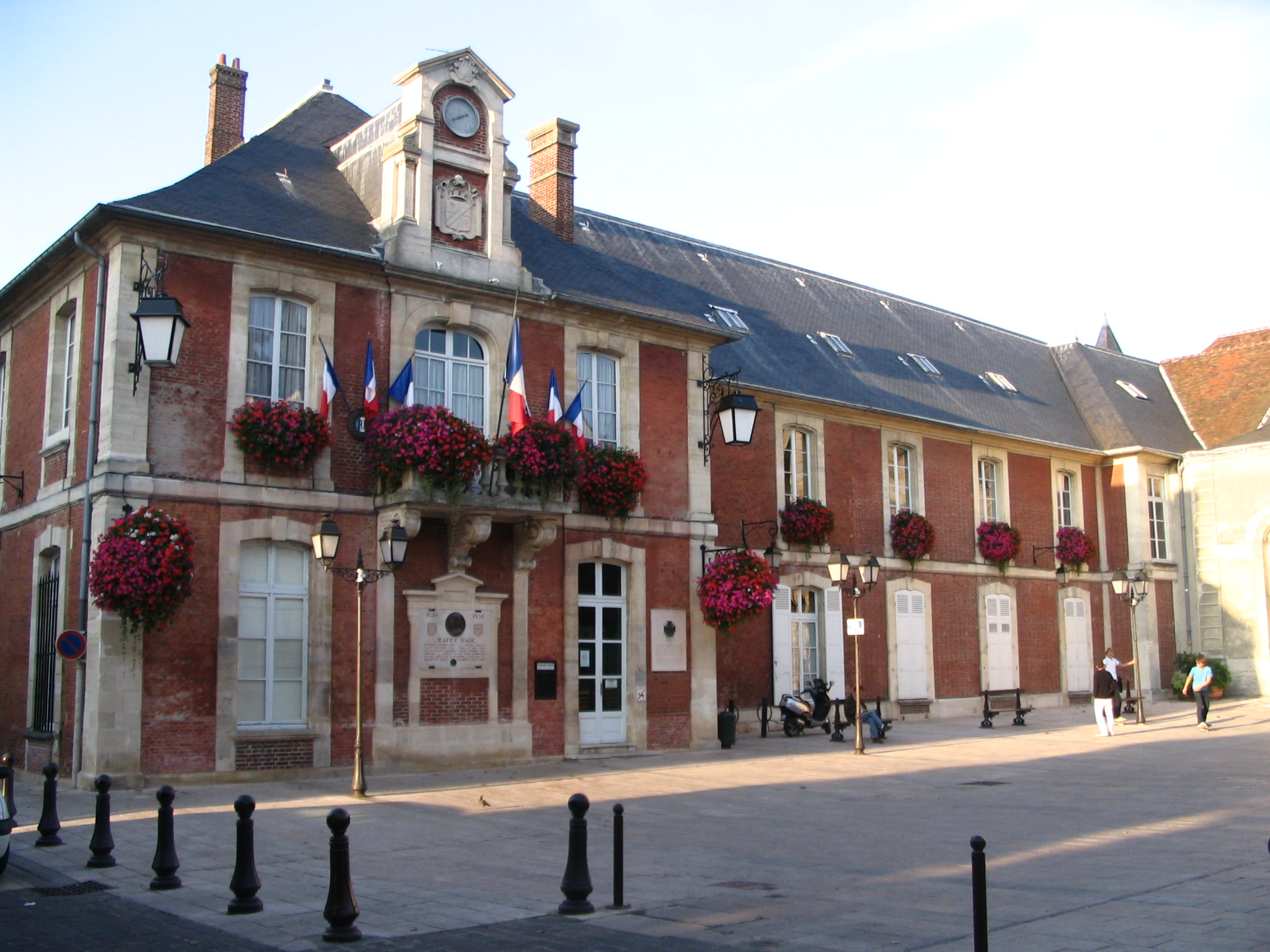
L'hôtel de ville de Lagny-sur-Marne.

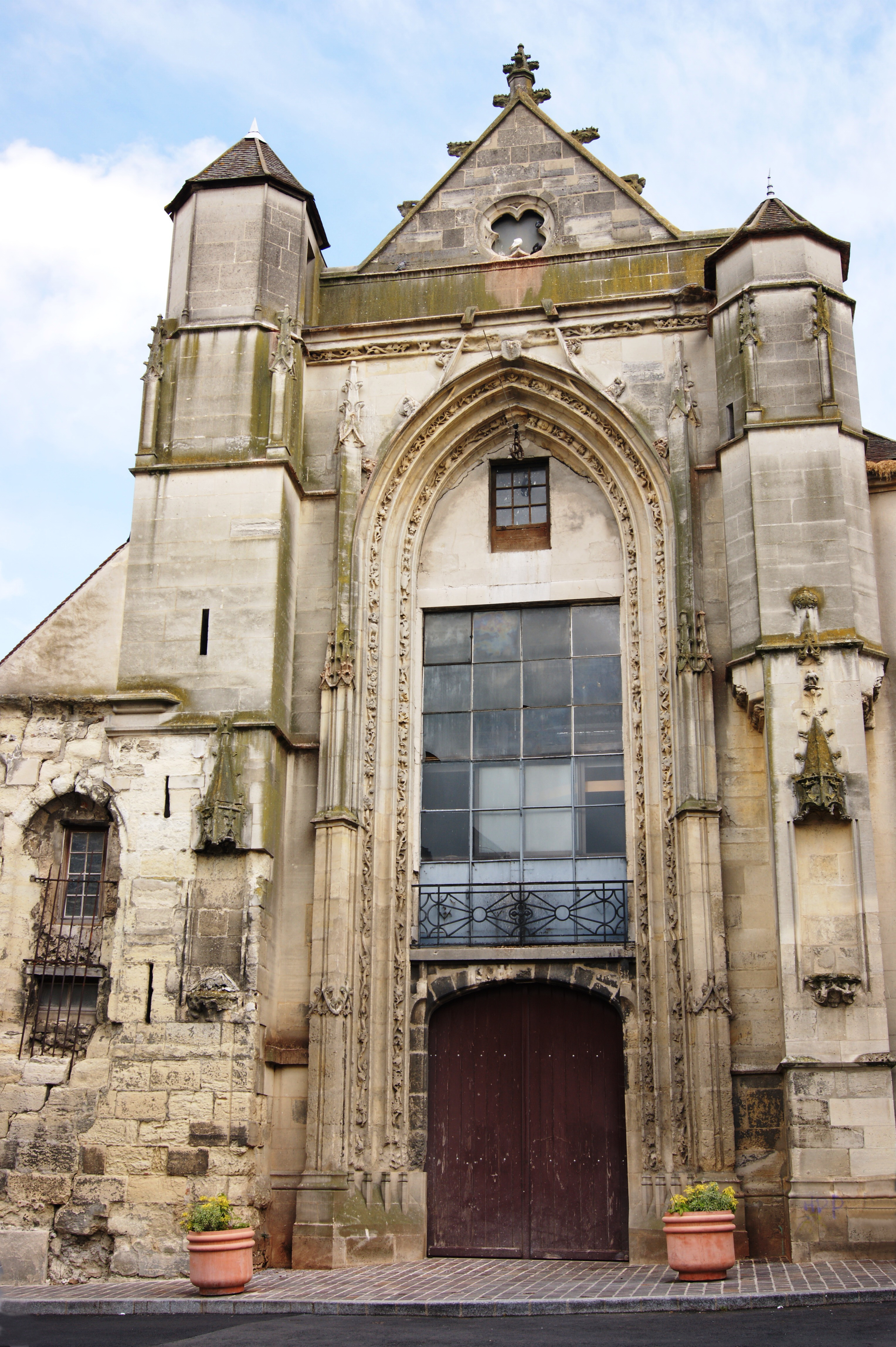
L'ancienne église Saint-Furcy.

Cité médiévale, la ville compte de nombreux monuments historiques comme l'église Notre-Dame-des-Ardents et Saint-Pierre (XIIIe siècle), les Cinq Pignons (XIIe – XVIe siècles), l'ancienne église Saint-Fursy (XVIe siècle) et l'hôtel de ville (XVIIIe siècle).
Un des berceaux du pointillisme, la ville a vu naître le « groupe de Lagny » à la fin des années 1880 avec trois premiers peintres, Émile-Gustave Cavallo-Péduzzi, Léo Gausson et Maximilien Luce ; le mouvement prend fin après la mort de Georges Seurat en 1891.
L'Union artistique et littéraire du canton de Lagny est ensuite fondée, ainsi qu'une revue illustrée, Lagny-artiste (vers 1900). L'un des présidents fut l'artiste nancéien Marie-Edmond Höner.

### Lieux et monuments
- L'abbatiale Notre-Dame-des-Ardents-et-Saint-Pierre (classée au titre des monuments historiques en 1886[50],[51]).
- Les vestiges de l'ancienne église Saint-Fursy (classée au titre des monuments historiques en 1982[52]).
- L'hôtel de ville : ancien cloître de l'abbaye Saint-Pierre, les bâtiments ont été construits entre 1755 et 1765 et restaurés à la fin du XIXe siècle (inscrit au titre des monuments historiques en 1969[53]).
- L'immeuble des Cinq Pignons : la partie basse de l'immeuble des Cinq Pignons, sur la place de la Fontaine, date du XIIe siècle. Il s'agit d'une ancienne halle, abritant les marchands de la ville d'Ypres lors des foires de Lagny au Moyen Âge. La halle originelle a été complétée au XVIe siècle par des habitations, dont les toitures en pignon ont donné son nom à l'immeuble (inscrit au titre des monuments historiques en 1970).
- La fontaine Saint-Fursy : située sur la place de la Fontaine, la fontaine Saint-Fursy actuelle date de 1902. Elle remplace une fontaine originale, datée du XIIe siècle et ornée de bas-reliefs, détruite à cause de sa vétusté. La source qui alimente la fontaine est supposée avoir jailli miraculeusement sous le bâton de Saint-Fursy (inscrit au titre des monuments historiques en 1926[54]).
- La statue de Jeanne d'Arc : actuellement sise dans le square de l'abbatiale Notre-Dame-des-Ardents cette statue d'Armand Roblot, datant de 1923, placée à l'origine sur la place du Marché, a été déplacée vers 1966 en ce lieu plus retiré, à quelques mètres du lieu du miracle de l'enfant (cf. plaquette façade de l'abbatiale). Elle célèbre la victoire de Jeanne d'Arc dans la plaine de Vaires-sur-Marne : la Pucelle brandit de la main droite sa prise de guerre de Vaires, l'épée de Franquet d'Arras, tandis que la gauche pointe au sol sa « Durandal » de guerre, l'épée de Fierbois.
- Le lavoir : toujours visible rue Saint-Paul, date du milieu du XIXe siècle, à une époque où ont eu lieu d'importantes rénovations du centre-ville de Lagny-sur-Marne. Il remplace différents petits lavoirs qui étaient disposés autour de la fontaine Saint-Fursy.
- La ville dispose d'un cimetière communal, situé au 42 chemin de la Grande-Voirie, et ouvert en 1870.

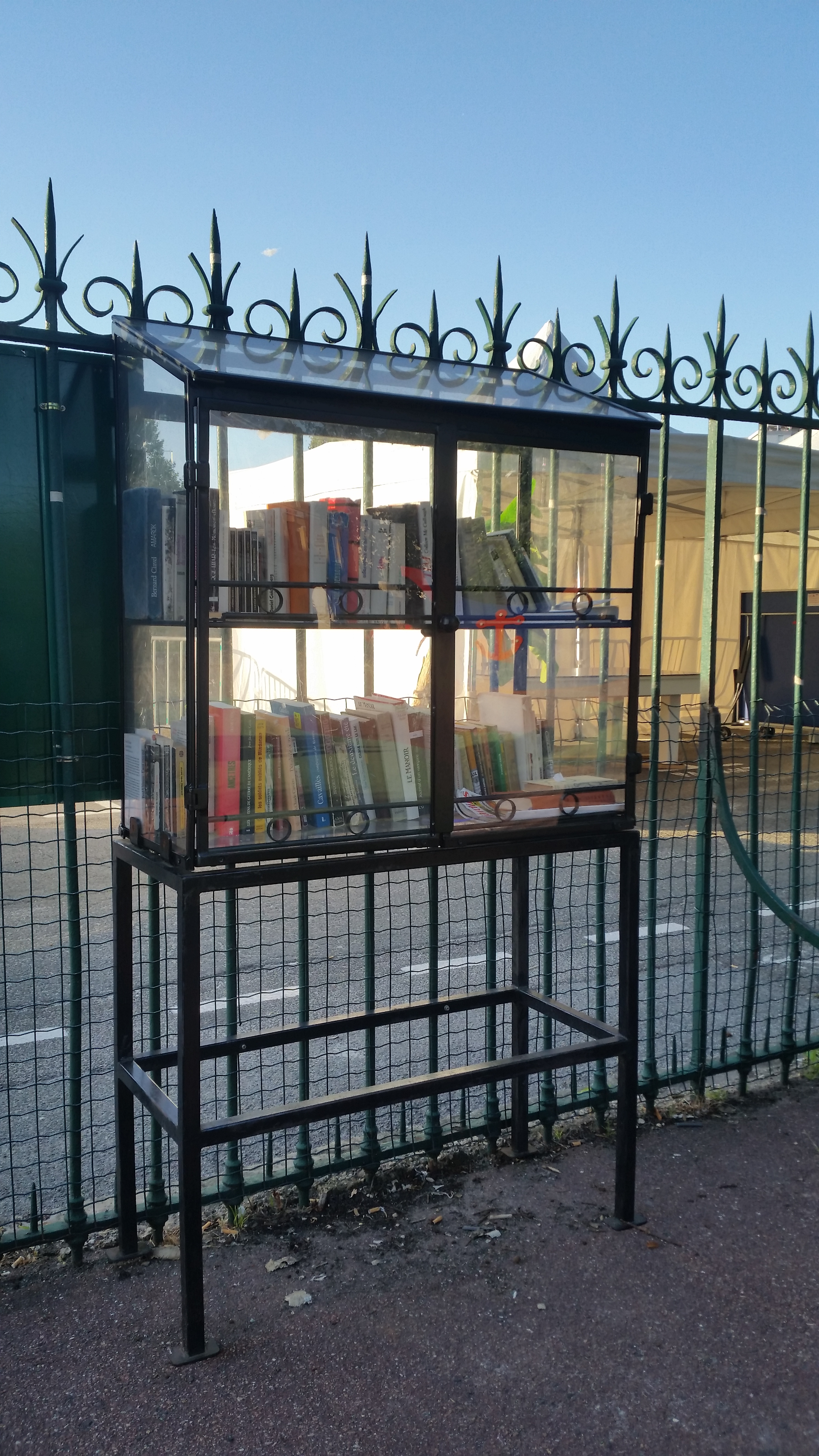
Coffre pour déposer des livres sur les berges de la Marne.

- Le musée Gatien-Bonnet.

### Héraldique, logotype et devise
Le blason de la ville date de 1523. Le blason de Lagny-sur-Marne se compose de trois éléments.
La lettre « L », qui est la première initiale du nom de la ville, le « Clou » de la Passion du Christ, offert à l'abbaye Saint-Pierre par le roi Robert le Pieux, aux alentours de 1019, la « Couronne Royale », marquant le rattachement de la ville au domaine royal à partir du XIIIe siècle. Auparavant, Lagny était la possession des comtes de Champagne (couleurs bleu-azur et blanche, barrées de deux cotices d'or).
En 2003, la ville adopte un nouveau logo moderne.
| Blason de Lagny-sur-Marne | Blason  | D’azur à la lettre L gothique d’or à dextre, au clou du même à sénestre, le tout couronné de couronne royale ouverte, aussi d’or. |
| Blason de Lagny-sur-Marne | Détails | Le statut officiel du blason reste à déterminer.                                                                                  |